# Salvador Piñeiro García-Calderón
Salvador Piñeiro García-Calderón (Lima, 27 de janeiro de 1949) é um clérigo peruano e arcebispo católico romano de Ayacucho ou Huamanga.
Salvador Piñeiro García-Calderón foi ordenado sacerdote em 6 de maio de 1973.
O Papa João Paulo II o nomeou bispo militar do Peru em 21 de julho de 2001. O arcebispo de Lima, Juan Luis Cardeal Cipriani Thorne, o consagrou bispo em 2 de setembro do mesmo ano. Os co-consagrantes foram Dom Rino Passigato, núncio apostólico no Peru, e Dom Juan Luis Martin Buisson, PME, vigário apostólico de Pucallpa.
Em 8 de julho de 2003 foi nomeado bispo auxiliar de Lurín. Ele renunciou ao cargo de bispo auxiliar em Lurín em 2006. Papa Bento XVI nomeou-o arcebispo de Ayacucho em 6 de agosto de 2011.
Garcia-Calderón renunciou ao cargo de bispo militar em 30 de outubro de 2012. 